# El crimen de la calle de Bordadores
El crimen de la calle de Bordadores és una pel·lícula espanyola de 1946 escrita i dirigida per Edgar Neville. Inspirada en un succés autèntic: el crim del carrer Fuencarral.

## Argument
Al Madrid de la darreria del segle xix es troba assassinada una dama de bona posició. Les recerques porten a tres sospitosos: la criada de la víctima, el pretendent de la senyora (un tipus tronera i vividor que s'aprofitava econòmicament d'ella) i una bella venedora de loteria que el vividor cortejava.

## Repartiment
- Manuel Luna
- Mary Delgado
- Antonia Plana
- Julia Lajos
- Rafael Calvo
- José Prada
- José Franco
- Julia Pachelo
- Alfonso Cuadrado

## Ambientació
Ambientada per necessitats de producció al carrer de Bordadores, aquesta pel·lícula d'intriga reflecteix el Madrid castís de finals del segle xix, sense que faltin les típiques escenes populars de sarsuela i els balls de la Bombilla, amb referències concretes al xotis Con una falda de percal planchá.
L'actriu Mary Delgado quedà encarregada de cantar l'havanera Soldadito de Chiclana, composta expressament per aquesta pel·lícula pel mestre José Muñoz Molleda.

## Premis
- Segona edició de les Medalles del Cercle d'Escriptors Cinematogràfics, Mary Delgado va rebre Millor actriu principal i Antonia Plana la de millor actriu secundària[4]

- Premis del Sindicat Nacional de l'Espectacle de 1946 (6è lloc)[5]